# Murtaza Rachimow
Murtaza Gubajdułłowicz Rachimow (ros. Муртаза Губайдуллович Рахимов, ur. 7 lutego 1934 we wsi Tawakanowo w rejonie kugarczyńskim, zm. 11 stycznia 2023 w Ufie) – prezydent Baszkortostanu (1993-2010).
W 1956 ukończył technikum naftowe w Ufie, a 1964 Ufijski Państwowy Naftowy Uniwersytet Techniczny, pracował w rafinerii w Ufie. Był m.in. zastępcą kierownika warsztatu, zastępcą szefa produkcji, zastępcą głównego inżyniera, głównym chemikiem, 1978-1986 głównym inżynierem, a 1986-1990 dyrektorem rafinerii. Od 4 kwietnia 1990 do 24 grudnia 1993 przewodniczący Rady Najwyższej Republiki Baszkortostanu, 12 grudnia 1993 wybrany jej pierwszym prezydentem. 4 czerwca 1998 wybrany na drugą kadencję, a 21 grudnia 2003 na trzecią kadencję. W lipcu 2010 zrezygnował ze stanowiska.

## Odznaczenia
- Order Zasług dla Ojczyzny I klasy (2010)
- Order Zasług dla Ojczyzny II klasy (1999)
- Order Czerwonego Sztandaru Pracy (1986)
- Order Przyjaźni Narodów (1994)
- Order Znak Honoru (1980)
- Order Za Zasługi dla Republiki Baszkortostanu (2000)